# Braden Holtby
Braden Holtby (* 16. September 1989 in Lloydminster, Saskatchewan) ist ein ehemaliger kanadischer Eishockeytorwart, der im Verlauf seiner aktiven Karriere zwischen 2005 und 2022 unter anderem 610 Spiele für die Washington Capitals, Vancouver Canucks und Dallas Stars in der National Hockey League (NHL) bestritten hat. Allein elf Jahre verbrachte Holtby in der Organisation der Washington Capitals, mit denen er in den Playoffs 2018 den Stanley Cup gewann. Zudem wurde er im Jahr 2016 mit der Vezina Trophy als bester Torhüter der NHL ausgezeichnet. Mit der kanadischen Nationalmannschaft gewann Holtby die Goldmedaille beim World Cup of Hockey 2016.

## Karriere

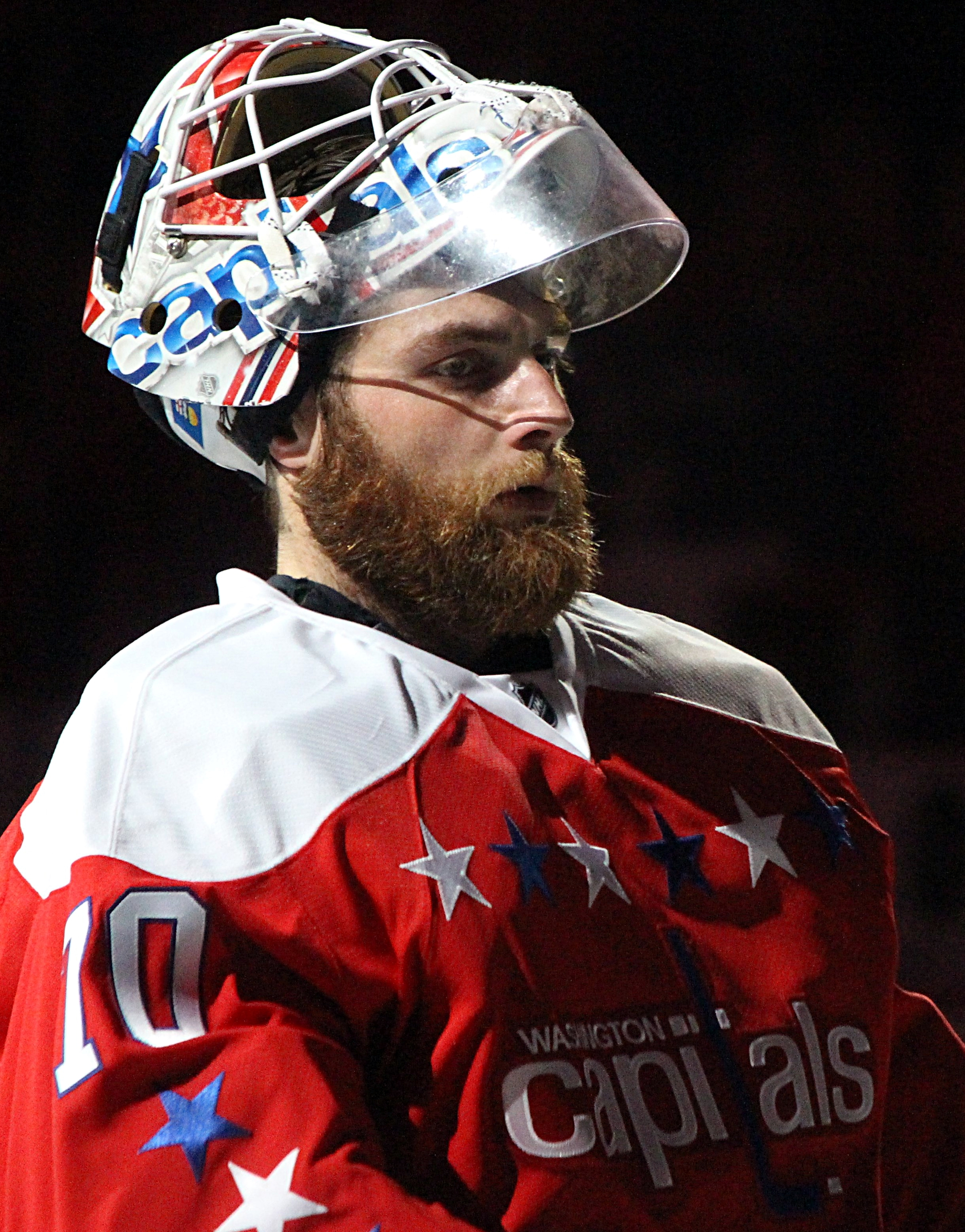
Holtby im Trikot der Capitals (2016)

Braden Holtby begann seine Karriere als Eishockeyspieler in seiner Heimatstadt im Juniorenteam Lloydminster Blazers, für das er in der Saison 2004/05 in der Alberta Junior Hockey League aktiv war. Anschließend spielte der Torwart von 2005 bis 2009 für die Saskatoon Blades in der kanadischen Top-Juniorenliga Western Hockey League und wurde in seinem letzten Jahr bei den Blades in das All-Star Team der Eastern Conference der WHL gewählt. In seiner Zeit in Sakatoon wurde er zudem im NHL Entry Draft 2008 in der vierten Runde als insgesamt 93. Spieler von den Washington Capitals ausgewählt. Für deren Farmteam, die Hershey Bears, gab er in der Saison 2009/10 sein Debüt im Senioren-Profibereich und gewann mit seiner Mannschaft auf Anhieb den Calder Cup. Zudem kam er im gleichen Jahr zu zwölf Einsätzen für die South Carolina Stingrays in der ECHL.
Auch die Saison 2010/11 begann Holtby bei den Hershey Bears in der AHL, ehe er am 5. November 2010 im Heimspiel gegen die Boston Bruins sein Debüt für die Washington Capitals in der National Hockey League gab. In der Folgezeit kam er als dritter Torwart hinter dem Tschechen Michal Neuvirth und dem Russen Semjon Warlamow regelmäßig zu weiterer Eiszeit in der NHL, während er parallel weiterhin für Hershey in der AHL zwischen den Pfosten stand.
In der Saison 2015/16 war Holtby erstmals beim NHL All-Star Game vertreten und gewann mit den Capitals die Presidents’ Trophy. Dabei erreichte er 48 Siege in der regulären Saison und stellte somit den seit der Spielzeit 2006/07 von Martin Brodeur gehaltenen Rekord ein. Nach dem Ende der Spielzeit erhielt er daher die Vezina Trophy als bester Torhüter der NHL und wurde ins First All-Star Team gewählt. In der folgenden Saison 2016/17 wurde Holtby auch mit der William M. Jennings Trophy und somit der zweiten bedeutenden Torhüter-Trophäe der NHL geehrt.
In den Playoffs 2018 gewann Holtby mit den Capitals den ersten Stanley Cup der Franchise-Geschichte. Nach der Saison 2019/20 wurde sein auslaufender Vertrag jedoch nicht verlängert, sodass er sich im Oktober 2020 als Free Agent den Vancouver Canucks anschloss. Bereits nach einer Spielzeit im Trikot der Westkanadier wurde der Vertrag im Juli 2021 jedoch vorzeitig aufgelöst. Wenig später wechselte er, abermals als Free Agent, zu den Dallas Stars. Diese verlängerten seinen im Sommer 2022 auslaufenden Vertrag nicht und der Torwart trat anschließend nicht mehr im professionellen Eishockey in Erscheinung.

### International
Für Kanada nahm Holtby an der U18-Junioren-Weltmeisterschaft 2007 teil, bei der er mit seiner Mannschaft den vierten Platz belegte. Im Turnierverlauf kam er zu einem Einsatz. Beim World Cup of Hockey 2016 wurde der Kanadier erstmals in die A-Nationalmannschaft seines Heimatlandes berufen und gewann dabei mit dem Team die Goldmedaille, ohne jedoch hinter Carey Price und Corey Crawford zu einem Einsatz zu kommen.

## Erfolge und Auszeichnungen
| - 2009 WHL East First All-Star Team - 2010 Calder-Cup-Gewinn mit den Hershey Bears - 2010 Teilnahme am ECHL All-Star Game - 2011 Teilnahme am AHL All-Star Classic (nicht gespielt) - 2016 Teilnahme am NHL All-Star Game - 2016 Vezina Trophy - 2016 NHL First All-Star Team | - 2017 Teilnahme am NHL All-Star Game - 2017 William M. Jennings Trophy - 2017 NHL Second All-Star Team - 2018 Teilnahme am NHL All-Star Game - 2018 Stanley-Cup-Gewinn mit den Washington Capitals - 2019 Teilnahme am NHL All-Star Game - 2020 Teilnahme am NHL All-Star Game |

### International
- 2016 Goldmedaille beim World Cup of Hockey

## Karrierestatistik

### International
Vertrat Kanada bei:
- U18-Weltmeisterschaft 2007
- World Cup of Hockey 2016

(Legende zur Torhüterstatistik: GP oder Sp = Spiele insgesamt; W oder S = Siege; L oder N = Niederlagen; T oder U oder OT = Unentschieden oder Overtime- bzw. Shootout-Niederlage; Min. = Minuten; SOG oder SaT = Schüsse aufs Tor; GA oder GT = Gegentore; SO = Shutouts; GAA oder GTS = Gegentorschnitt; Sv% oder SVS% = Fangquote; EN = Empty Net Goal; 1 Play-downs/Relegation; Kursiv: Statistik nicht vollständig)